# Томпсон, Хью
Хью Клауэрс Томпсон-младший (англ. Hugh Clowers Thompson Jr.; 15 апреля 1943 года — 6 января 2006 года) — военнослужащий Армии США, участник Вьетнамской войны, известный тем, что пытался защитить вьетнамских мирных жителей от расправы в деревне Сонгми.

## Биография
Томпсон родился в Атланте, Джорджия. С 1961 года служил в ВМС США, с 1966 — в Армии США. Во Вьетнаме служил с декабря 1967 года пилотом разведывательного вертолёта OH-23 в составе роты B 123-го авиационного батальона 23-й пехотной дивизии.

## В Сонгми
16 марта 1968 года вертолёт Томпсона (бортинженер — Гленн Андреотта, бортстрелок — Лоуренс Колберн) облетал деревню Сонгми. С борта вертолёта Томпсон и его товарищи заметили трупы мирных жителей, а также стали свидетелями убийства безоружной вьетнамской женщины командиром высадившейся в деревне роты капитаном Эрнестом Мединой.
Приземлившись возле канавы с телами местных жителей, Томпсон (уоррент-офицер) потребовал от находившегося там командира взвода второго лейтенанта Уильяма Келли объяснить, что происходит. Келли сказал, что он тут командир, и потребовал не вмешиваться. Томпсон поднялся в воздух и, заметив группу вьетнамских крестьян, бежавших от американских солдат, которые собирались их убить, посадил вертолёт между ними. Он приказал бортстрелку и бортинженеру открыть огонь по пехотинцам, если те попытаются убить вьетнамцев. Потом Томпсон вызвал вертолёты для эвакуации жителей деревни (было эвакуировано 11 человек, ещё один ребёнок был подобран в оросительной канаве, где лежали мёртвые и умирающие).
Вернувшись из вылета, Томпсон доложил о происходящем своему командиру. Информация достигла командира бригады подполковника Баркера, который начал выяснять, что происходит в Сонгми, в результате чего капитан Медина отдал приказ о прекращении огня.
Рапорт Томпсона привёл к тому, что командование 23-й пехотной дивизии отменило запланированные операции группировки «Баркер» в других деревнях в этом районе и тем самым, возможно, спасло их от уничтожения.

## Награды
Томпсон был награждён Крестом «За выдающиеся лётные заслуги» за то, что он спас вьетнамского ребёнка, «попавшего в интенсивную перестрелку», и «его правильные решения существенно улучшили вьетнамско-американские отношения в оперативной зоне».

## Суд
После начала расследования событий в Сонгми Томпсона вызвали для участия в закрытом заседании комитета Палаты представителей Конгресса США по вооруженным силам. Там он подвергся резкой критике. Председатель комитета Мендел Риверс заявил, что если кого-то следует судить за участие в событиях в Сонгми, то это должен быть Томпсон (за угрозу применить оружие против соотечественников). Риверс безуспешно пытался привлечь Томпсона к суду. После того, как о действиях Томпсона стало известно общественности, он стал получать анонимные звонки с угрозами и к его крыльцу подбрасывали изувеченные трупы животных.

## Дальнейшая карьера
Томпсон продолжал служить во Вьетнаме, четыре раза был сбит и получил перелом позвоночника. Он оставался в армии до 1983 года.

## Возвращение в Сонгми
В 1998 году вместе с Гленном Андреоттой и Колберном Томпсон был удостоен Солдатской медали — высшей военной награды США за героизм, проявленный в небоевой обстановке (Андреотта был награждён посмертно — он погиб во Вьетнаме 8 апреля 1968 года). В том же году Томпсон посетил деревню Сонгми, где встретился с несколькими спасёнными им вьетнамцами.

## Смерть
Скончался в Александрии (Луизиана) от рака. Похоронен с воинскими почестями на кладбище в Лафайетт.